# Championnat du Cambodge de football 2022
Navigation
Édition précédente Édition suivante
La saison 2022 du Championnat du Cambodge de football est la trente-huitième édition du championnat national de première division au Cambodge. Les huit meilleurs clubs du pays sont regroupés au sein d'une poule unique et s'affrontent trois fois au cours de la compétition.
Phnom Penh Crown, le tenant du titre défend son titre et remporte son huitième championnat.

## Les clubs participants
- Boeung Ket Angkor
- Nagaworld FC
- Royal Cambodian Armed Forces
- Phnom Penh Crown
- Preah Khan Reach FC
- Cambodian Tiger FC
- Kirivong Sok Sen Chey FC
- Visakha FC

## Compétition
Huit clubs sont engagés en championnat et se rencontrent trois fois, cinq clubs n'ont pas obtenu de licence et sont relégués en deuxième division : Electricité du Cambodge FC, National Police Commissary, Asia Euro United, Prey Veng FC et Soltilo Angkor FC.
Après la saison régulière, les quatre premiers jouent pour le titre en emportant les points acquis lors de la première phase.

### Saison régulière
Le classement est établi sur le barème de points classique (victoire à 3 points, match nul à 1, défaite à 0). Pour départager les égalités, on tient d'abord compte de la différence de buts générale, puis du nombre de buts marqués, puis des confrontations directes.
| Rang | Équipe                       | Pts | J  | G  | N | P  | Bp | Bc | Diff |
| ---- | ---------------------------- | --- | -- | -- | - | -- | -- | -- | ---- |
| 1    | Preah Khan Reach FC          | 46  | 21 | 14 | 4 | 3  | 54 | 18 | +36  |
| 2    | Visakha FC C                 | 40  | 21 | 12 | 4 | 5  | 46 | 23 | +23  |
| 3    | Phnom Penh CrownT            | 36  | 21 | 10 | 6 | 5  | 47 | 28 | +19  |
| 4    | Boeung Ket Angkor            | 35  | 21 | 10 | 5 | 6  | 41 | 28 | +13  |
| 5    | Nagaworld FC                 | 29  | 21 | 8  | 5 | 8  | 23 | 28 | -5   |
| 6    | Royal Cambodian Armed Forces | 23  | 21 | 6  | 5 | 10 | 35 | 32 | +3   |
| 7    | Cambodian Tiger FC           | 21  | 21 | 6  | 3 | 12 | 35 | 61 | -26  |
| 8    | Kirivong Sok Sen Chey FC     | 5   | 21 | 1  | 2 | 18 | 21 | 84 | -63  |

|  | Qualification pour la poule championnat                                                  |
|  | T : Tenant du titre C : Vainqueur de la Coupe du Cambodge P : Promu de deuxième division |

### Poule championnat
Les quatre premiers de la saison régulière jouent pour le titre en emportant les points acquis.
| Rang | Équipe              | Pts | J  | G  | N | P  | Bp | Bc | Diff |
| ---- | ------------------- | --- | -- | -- | - | -- | -- | -- | ---- |
| 1    | Phnom Penh CrownT   | 52  | 27 | 15 | 7 | 5  | 66 | 36 | +30  |
| 2    | Visakha FC          | 52  | 27 | 16 | 4 | 7  | 60 | 34 | +26  |
| 3    | Preah Khan Reach FC | 49  | 27 | 15 | 4 | 8  | 59 | 29 | +30  |
| 4    | Boeung Ket Angkor   | 39  | 27 | 11 | 6 | 10 | 49 | 44 | +5   |

|  | Qualification pour la Coupe de l'AFC 2023-2024                                           |
|  | T : Tenant du titre C : Vainqueur de la Coupe du Cambodge P : Promu de deuxième division |

## Bilan de la saison
| Championnat du Cambodge de football 2022                             |                             |
| Champion                                                             | Phnom Penh Crown (8e titre) |
| Coupes et trophées                                                   |                             |
| Vainqueur de la Coupe du Cambodge 2022                               | Visakha FC                  |
| Qualifications continentales                                         |                             |
| Coupe de l'AFC 2023-2024                                             | Phnom Penh Crown            |
| Promotions et relégations                                            |                             |
| Promus en Championnat du Cambodge de football                        | Electricite du Cambodge FC  |
| Promus en Championnat du Cambodge de football                        | ISI Dangkor Senchey FC      |
| Relégués en Championnat du Cambodge de football de deuxième division |                             |